# Tōkai
Tokai (en japonès: 東海地方 Tōkai-chihō) és una subregió dins la regió de Chūbu al Japó. El seu nom significa 'Mar de l'Est' i prové de Tōkaidō, una de les Cinc Rutes Edo. Pel fet se ser una subregió els seus límits no són exactes però en el mapes normalment s'inclou en les prefectures de Shizuoka, Aichi, Gifu i Mie
La ciutat més gran de la subregió és Nagoya i l'àrea metropolitana de Chūkyō (que és l'àrea metropolitana de Nagoya) i és la tercera zona econòmica més important del Japó.
La resgió de Tōkai ha experimentat un gran nombre de terratrèmols en el passat incloent el de 1944 (Terratrèmol de Tokai) i el de 1945 (Terratrèmol de Mikawa). Estan previstos més sismes, de nivell 8, en futur.

## Empreses
- Toyota Motor Company
- Yamaha
- Kawai Musical Instruments